# Tephritis marginata
Tephritis marginata är en tvåvingeart som beskrevs av Malloch 1931. Tephritis marginata ingår i släktet Tephritis och familjen borrflugor. Inga underarter finns listade i Catalogue of Life.